# كريستوفر هانستين
كريستوفر هانستين (بالنرويجية: Christopher Hansteen)‏، هو فيزيائي وفلكي نرويجي ، من مواليد 26 سبتمبر 1784.

## السيرة الذاتية
إزداد هانستين في 26 سبتمبر من عام 1784 بكريستيانيا.
بعد تخرجه من مدرسة الكاتدرائية سنة 1802 وحصوله على شهادة تمكنه من دخول الجامعة، إنتقل هانستين إلى جامعة كوبنهاغن سنة 1803، حيث درس القانون ثم الرياضيات.
خلال دراسته بالجامعة التقى هانستين زوجته المستقبلية جوهان كاثرين أندريا بورش، ابنة الأستاذ كاسبار أبراهام بورش.
و في سنة 1806 تم تعيينه كمدرس رياضيات  بمدرسة في فريدريكسبورغ.
بدأ تحقيقاته عن المغناطيسية الأرضية حتى أصبح اسمه مرتبطا بها. أعماله حول المغناطيسية الأرضية أهلته في سنة 1810 للحصول على جائزة الأكاديمية الملكية الدانمركية للعلوم، نتيجة  لإجابته عن إشكالية تتعلق بالمحاور المغناطيسية للأرض.
في سنة 1814 عين كمحاضر، وفي سنة 1816، تمت ترقيه لمنصب أستاذ علم الفلك والرياضيات التطبيقية بجامعة كريستيانيا.
نشر هانستين في سنة 1819 أول كتاب بحثي له  عن المغناطيسية الأرضية، تمت ترجمتة في وقت لاحق إلى اللغة الألمانية.
سافر خلال بحثه إلى فنلندا والنرويج، وانطلاقا من سنة 1828 إلى 1830 ،قام رفقة جورج أدولف إيرمان وبتعاون من روسيا، بمهمة حكومية إلى سيبيريا الغربية. سرد كل ذلك في ملاحظاته( مذكرات سفر إلى سيبيريا سنة 1854؛ وذكريات رحلة إلى سيبيريا في سنة 1857)،لكن النتائج النهائية لم تظهر حتى عام 1863 (نتائج الملاحظات المغناطيسية).
بعد وقت قصير من عودة البعثة، انتقل هانستين مع عائلته إلى المرصد الذي تم بناءه في حديقة كريستيانيا سنة 1833، حيث تم تعيينه كمدير للمرصد.
و بهدف مراقبة ودراسة الحقل المغناطيسي للأرض، تم في وقت لاحق خلال سنة 1839 إضافة مرصد مغناطيسي.
ساهم هانستين في العديد من المقالات العلمية لصالح مجلات مختلفة، بالإضافة لذلك فقد أسس في سنة 1822 مجلة ناتورفيدونسكابيرن، التي هي أول مجلة نرويجية متخصص في العلوم الطبيعية ، حيث عمل كرئيس تحرير مشارك في المجلة لثمان سنوات انطلاقا من سنة 1823، بدأ سنة 1837 في نشر لمحات عامة عن الجانب المثلثي والطبوغرافية للنرويج. لأسباب صحية،
توقف هانستين عن عقد محاضرات في سنة 1856، وتقاعد من العمل النشط سنة 1861،لكنه في نفس الوقت استمرت في دراسته للمغناطيسية الأرضية، ودون كل ملاحظات عن الميل المغناطيسي والاختلافات المغناطيسية ونشرها في سنة 1865.
هانستين عضو في الأكاديمية الملكية السويدية للعلوم منذ سنة 1822، وأيضا عضو فخري في الأكاديمية الأمريكية للفنون والعلوم انطلاقا من سنة 1863.
توفي كريستوفر هانستين بمسقط رأسه كريستيانيا في 11 أبريل 1873.

## الجوائز والتكريمات
حصل هانستين على وسام الصليب الكبير في سنة 1855. كما حصل على وسام دانيبروغ من درجة قائد كبير. بالإضافة لذلك فقد شيد تمثال
نصفي لهانستين في مرصده خلال خمسينيات القرن
التاسع عشر.
تكريما لإسم هانستين أطلق اسمه على فوهة حفرة هانستين (Hansteen crater) وجبل مونس هانستين (Mons Hansteen) المتواجدين على سطح القمر.

## روابط خارجية
- كريستوفر هانستين على موقع الموسوعة البريطانية (الإنجليزية)
- كريستوفر هانستين على موقع إن إن دي بي (الإنجليزية)